# Gina Kaus
Gina Kaus (geboren als Regina Wiener 21. Oktober 1893 in Wien, Österreich-Ungarn; gestorben 23. Dezember 1985 in Los Angeles) war eine österreichische Schriftstellerin, Übersetzerin und Drehbuchautorin.

## Leben

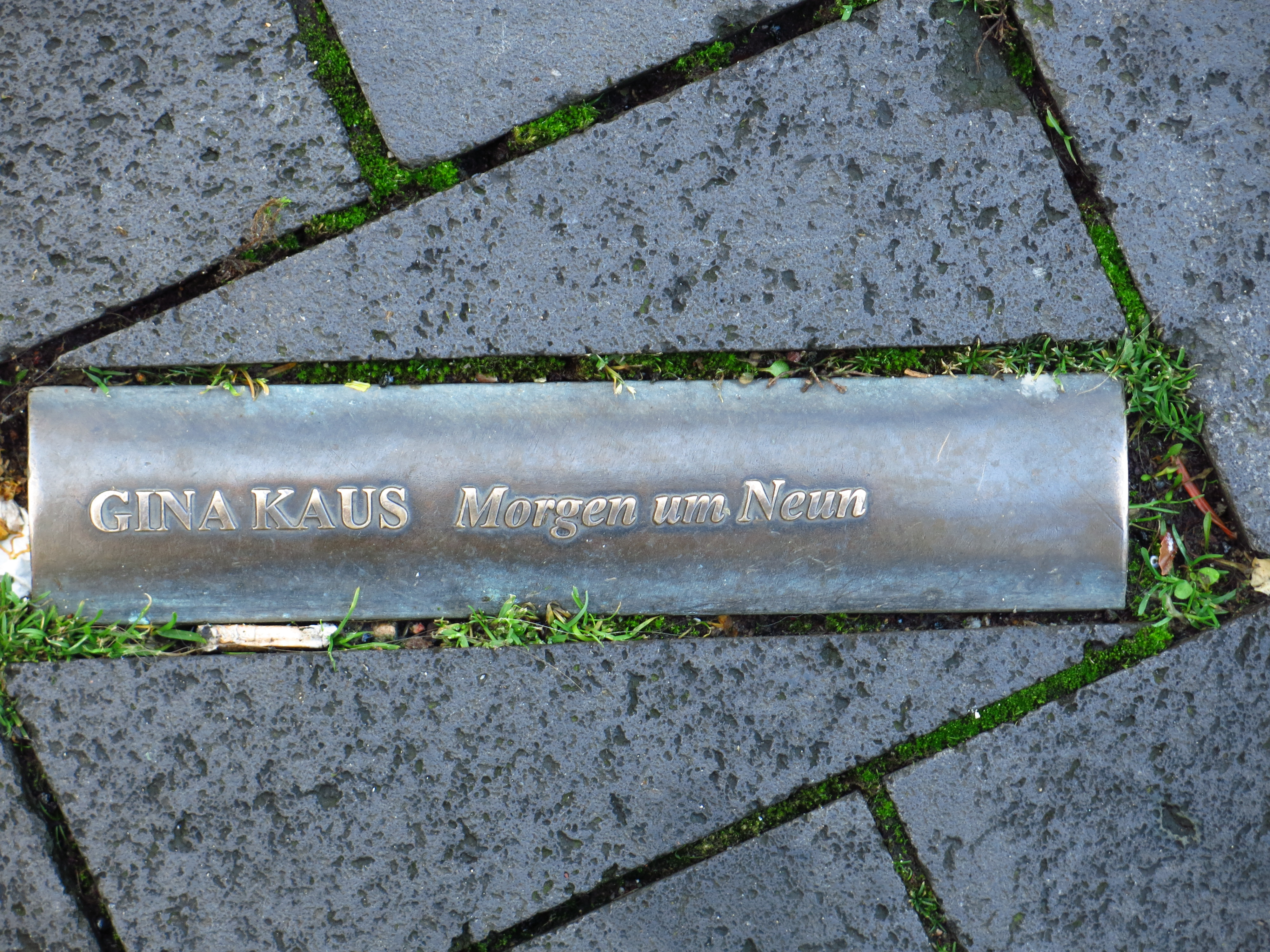
Morgen um Neun, Mahnmal zur Bücherverbrennung auf dem Bonner Marktplatz

Regina Wiener war die Tochter des aus Preßburg stammenden Kaufmanns Max Wiener und besuchte eine Höhere Töchterschule. Ihre Halbschwester war die später zu zweifelhaftem Ruhm gekommene Stephanie Richter. Noch vor Ausbruch des Ersten Weltkrieges heiratete sie 1913 den Musiker Josef Zirner, der 1915 als Soldat fiel. Gina wohnte danach bei ihren Schwiegereltern, den Zirners, die ein Juweliergeschäft betrieben. Dort lernte sie einen Verwandten der Familie, Joseph Kranz, kennen. Der Bankdirektor, Kartellpräsident und Heereslieferant war eine bekannte Persönlichkeit des jüdischen Großbürgertums in Wien. Sie wurde seine Geliebte und ließ sich schließlich zwecks finanzieller Absicherung von ihm adoptieren. Während dieser Zeit trug sie den Nachnamen Zirner-Kranz. Sie begann zu schreiben, und 1917 wurde ihre Komödie Diebe im Haus im Wiener Burgtheater uraufgeführt. Im Café Herrenhof gehörte Gina zum literarischen Kreis um Franz Blei. Dort lernte sie den Schriftsteller und Psychologen Otto Kaus kennen, den sie 1920 heiratete. Dieser Ehe entstammen ihre beiden Söhne Otto und Peter.
Inzwischen schrieb sie für die B.Z. am Mittag, die Vossische Zeitung, Die Dame und die Wiener Arbeiter-Zeitung. Mit Otto Kaus begründete sie 1919 die kommunistischen Monatsschrift Sowjet. In den folgenden zwanziger Jahren nahm Gina Kaus nach der Veröffentlichung ihrer ersten Novelle Der Aufstieg, für die sie auch den Fontane-Preis erhielt (1921), intensiv am Leben des literarischen Intellektuellenkreises in Berlin und Wien teil. Eine Freundschaft mit Karl Kraus und ein Verhältnis mit Otto Soyka, über den sie in ihrer späteren Autobiografie Von Wien nach Hollywood schrieb: „Ich hatte einen Geliebten, den ich nicht liebte“, waren Zeugen dieser Verbundenheit. Weitere Freunde aus dem Kreis um Franz Blei waren Franz Werfel, Hermann Broch, Milena Jesenská und Robert Musil. Sie besuchte auch die Privatseminare des befreundeten Psychologen Alfred Adler.
1924 zogen Otto und Gina Kaus nach Berlin, wo sie eine Frauenberatungsstelle und die Zeitschrift Die Mutter gründete. 1926 wurde die Ehe mit Otto Kaus geschieden. 1928 veröffentlichte Gina Kaus ihren ersten Roman Die Verliebten bei Ullstein in Berlin. 1933 fielen ihre Bücher den Büchervernichtungen der Nationalsozialisten zum Opfer. Ihr Roman Die Schwestern Kleh kam 1933 bei Allert de Lange in Amsterdam heraus. Der biographische Roman Katharina die Große erschien 1935 und wurde ein Bestseller in den USA. In den dreißiger Jahren lebte sie auch eine Weile in London, schließlich wieder in Wien, das sie kurz nach dem „Anschluss Österreichs“ am 14. März 1938 zusammen mit ihren Söhnen und ihrem neuen Lebensgefährten, dem Anwalt Eduard Frischauer, verließ. Sie flohen über die Schweiz nach Paris und weiter nach Südfrankreich.
Am 1. September 1939 kam sie auf der Île de France in New York an. Nach einer kurzen Internierungszeit auf Ellis Island ließ sie sich am 1. November 1939 in Hollywood nieder. Dort bearbeitete sie hauptsächlich eigene Erzählungen und Dramen für den Film. Der 1940 verfasste Roman Teufel nebenan wurde 1956 unter der Regie von Rolf Hansen mit Lilli Palmer und Curd Jürgens in den Hauptrollen unter dem Titel Teufel in Seide verfilmt. Unter den Freundschaften mit zahlreichen deutschen Emigranten in Hollywood stach vor allem die mit Vicki Baum hervor. 1948 besuchte sie erstmals wieder Wien, 1951 Berlin. Gina Kaus konnte sich jedoch nicht zu einer dauerhaften Rückkehr nach Europa entschließen. Sie starb im Alter von zweiundneunzig Jahren am 23. Dezember 1985 in Los Angeles.

## Werke (Auswahl)
Gina Kaus verfasste einige ihrer Werke, darunter ihr erstes Bühnenstück, unter dem Pseudonym Andreas Eckbrecht.
- 1917 Diebe im Haus (Drama)
- 1920 Der Aufstieg. Georg Müller Vlg., München (Novelle)
- 1926 Der lächerliche Dritte (Drama)
- 1926 Toni (Drama)
- 1928 Die Verliebten. Ullstein, Berlin (Roman); Neuausgabe hrsg. v. Hartmut Vollmer. Igel-Verlag, Oldenburg 1999
- 1928 Die Front des Lebens (Roman) in Fortsetzungen in der Arbeiter-Zeitung, erste Buchausgabe 2014
- 1932 Die Überfahrt / Luxusdampfer – Roman einer Überfahrt. Knorr & Hirth Vlg., München (Roman)
- 1932 Morgen um neun. Ullstein, Berlin (Roman)
- 1933 Die Schwestern Kleh (Roman; Neuauflagen: 1951, 2013)
- 1935 Katharina die Große (biographischer Roman)
- 1936 Josephine und Madame Tallien
- 1937 Gefängnis ohne Gitter (Drama)
- 1937 Schrift an der Wand (Drama)
- 1937 Whisky und Soda (Drama)
- 1937 Die Nacht vor der Scheidung (dramatische Bearbeitung des Romans „Morgen um Neun“)
- 1940 Der Teufel nebenan / Melanie. Allert de Lange Vlg., Amsterdam. (Roman)
- 1979 verfasste sie in den USA ihre Autobiografie unter dem Titel Und was für ein Leben...mit Liebe und Literatur, Theater und Film (Albrecht Knaus Vlg., München)

## Filmografie (Auswahl)
- 1933: Hotel auf dem Ozean (Luxury Liner) – literarische Vorlage
- 1950: Frauengeheimnis (Three Secrets) – Drehbuch
- 1953: All meine Sehnsucht (All I Desire) – Drehbuch

## Preise
- Fontane-Preis (1921)
- Goethe-Preis der Stadt Bremen (1927)

## Werkausgaben
- Von Wien nach Hollywood. Erinnerungen von Gina Kaus. Suhrkamp, Frankfurt am Main 1990, ISBN 3-518-38257-8 (d. i. die Autobiographie von 1979)
- Hartmut Vollmer (Hrsg.): Die Unwiderstehlichen. Kleine Prosa. Igel-Verlag, Oldenburg 2000, ISBN 3-89621-114-5.
- Veronika Hofeneder (Hrsg.): Die Front des Lebens. Mit einem Vorwort von Marlene Streeruwitz. Metro-Verlag, Wien 2014, ISBN 978-3-99300-182-7.

Auswahlausgaben
- Veronika Hofeneder (Hrsg.): Heute wie gestern. Gebrochene Herzen. Moderne Frauen. Mutige Kinder. Kleine Prosa. Olms, Hildesheim u. a. 2013, ISBN 978-3-487-08533-3.